# Trịnh Bửu Hoài
Trịnh Bửu Hoài là một nhà thơ, nhà văn, nhà báo Việt Nam.

## Tiểu sử
Trịnh Bửu Hoài là họ tên thật. Ông sinh ngày 16 tháng 5 năm 1952 tại Mỹ Đức, huyện Châu Phú, tỉnh An Giang. Ông mất ngày 8 tháng 12 năm 2022. Ông sáng tác từ trước 1966. Từ 1975 cho đến 2011, ông từng trải qua các chức vụ: Phóng viên Đài phát thanh Châu Đốc, Chủ tịch Hội văn học nghệ thuật thị xã Châu Đốc, Chủ tịch Hội liên hiệp văn học nghệ thuật tỉnh An Giang (nhiệm kỳ 2005-2010), Phó Ban công tác Hội Nhà văn Việt Nam tại Đồng bằng sông Cửu Long.
Theo cuốn Kỷ yếu hội viên Hội liên hiệp văn học nghệ thuật tỉnh An Giang (nhiệm kỳ 2005-2010), thì Trịnh Bửu Hoài là hội viên của các hội: Hội nhà văn Việt Nam, Hội nhà báo Việt Nam, Hội Văn nghệ dân gian Việt Nam, và Hội khoa học lịch sử Việt Nam.

## Tác phẩm chính
Tính đến năm 2014, Trịnh Bửu Hoài đã xuất bản 51 tác phẩm, gồm: Thơ, trường ca, bút ký, truyện ngắn, tiểu thuyết, truyện dài, biên khảo...Dưới đây là một số tác phẩm chính của ông:
- Thơ tình (thơ, 1974)
- Mùa trăng (thơ, 1984)
- Giữa hai mùa hẹn ước (trường ca, 1985)
- Nửa tuần trăng mật (tiểu thuyết, 1989)
- Quê xa (thơ, 1994)
- Lẽo đẽo bụi hồng (thơ, 1995)
- Vườn chim áo trắng (thơ, 1988)
- Tứ tuyệt mùa xuân (thơ, 2000)
- Ký ức (thơ, 2002)
- Màu tím học trò (truyện, 2003)
- Chim xa cành (truyện ngắn, 2004)
- Ngan ngát mùa xưa (thơ, 2005)...

## Giải thưởng
Trong quá trình công tác và sáng tác, ông đã được trao tặng:
- Giải thưởng 20 năm giải phóng miền Nam do tỉnh An Giang trao tặng, 1995.
- Giải thưởng Hội Văn nghệ Dân gian Việt Nam, 2000.